# Stazione di Ugovizza-Valbruna
La stazione di Ugovizza-Valbruna è una stazione ferroviaria della linea Pontebbana posta a servizio del comune di Malborghetto Valbruna, rientrante però all'interno del territorio comunale di Tarvisio.

## Storia
La stazione venne inaugurata il 12 dicembre 1999 ed andò a sostituire le stazioni dismesse di Ugovizza e di Valbruna-Lussari, inaugurate l'11 ottobre 1879, quando venne aperto il tratto ferroviario che collegava Pontebba a Tarvisio.

## Strutture e impianti
La stazione è gestita in telecomando dal DCO di Venezia-Mestre.

## Movimento
La stazione è servita da treni regionali svolti da Trenitalia nell'ambito del contratto di servizio stipulato con le Regioni interessate, nonché dagli autobus del servizio integrato Udine-Tarvisio e da servizi della Società Ferrovie Udine-Cividale.

## Servizi
La stazione dispone dei seguenti servizi:
- Sala d'attesa
- Servizi igienici

Ma al momento non utilizzabili in quanto la struttura risulta chiusa.

## Interscambi
- Fermata autobus